# Рыба (пища)

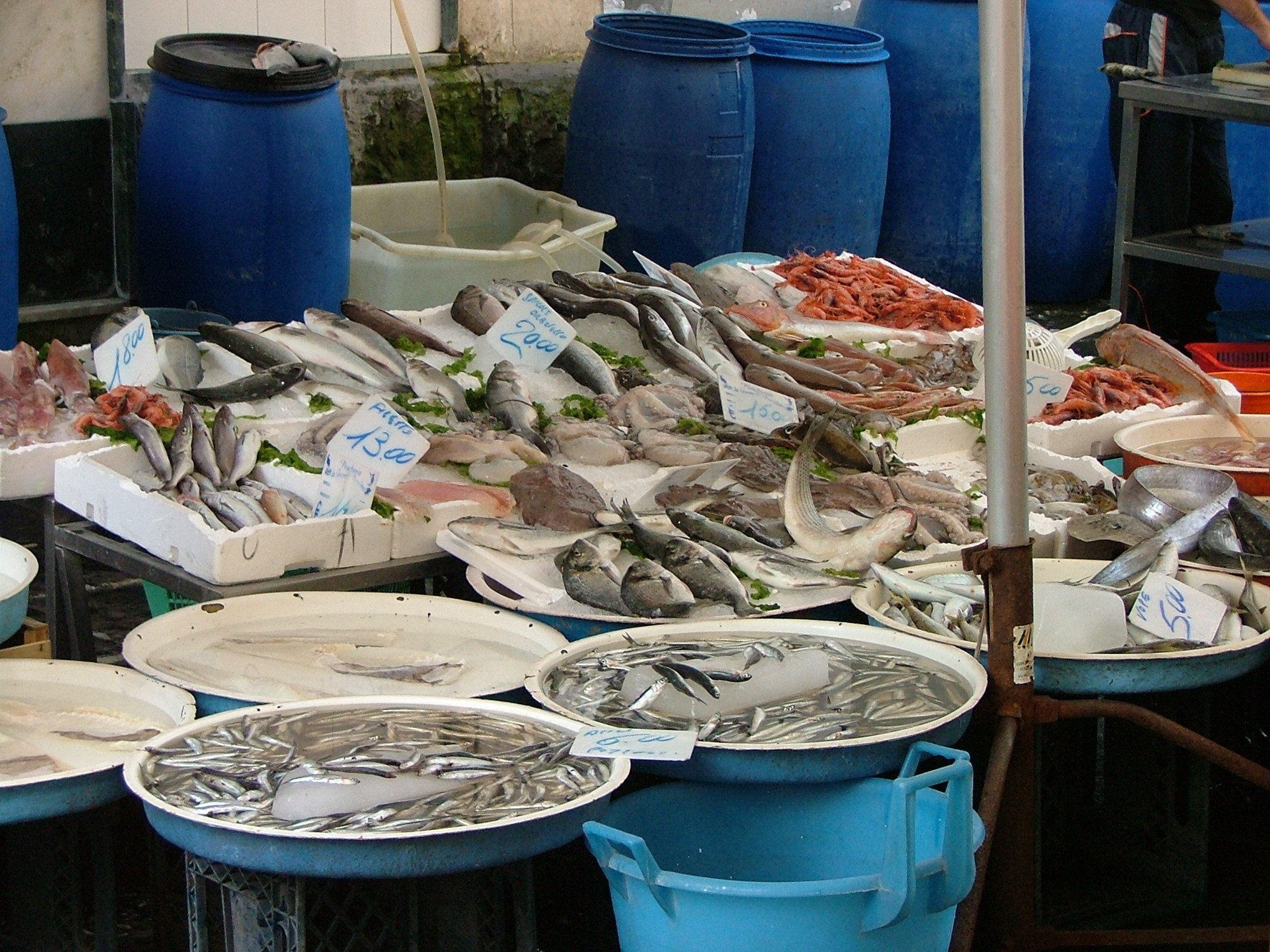
Рыбный рынок

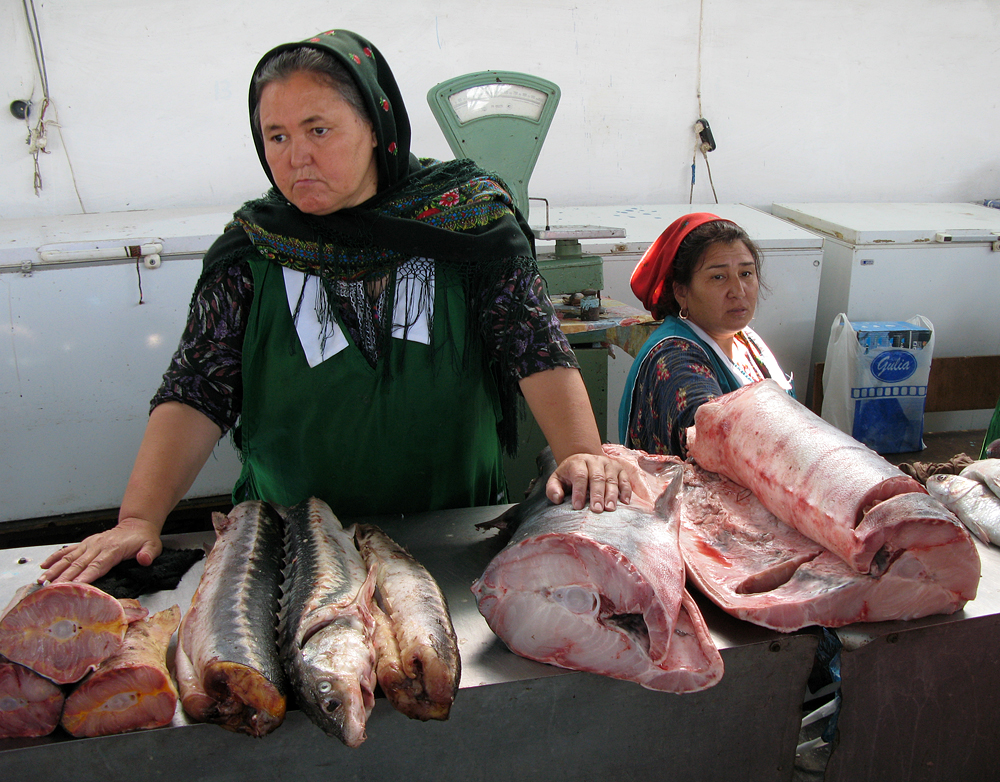
Осетровый рынок

Ры́ба — съедобная часть рыб, а также блюда, приготовленные из них.

## Состав
Рыба в основном состоит из воды (53—89 %), белков (7—23 %) и жиров (2—34 %). По содержанию белка рыба не уступает мясу, а некоторые её виды даже превосходят мясо. Входящие в состав рыбы жиры, основу которых — до 86 % — составляют ненасыщенные кислоты, легче усваиваются организмом. Кроме того, в рыбе содержатся многие витамины (в том числе A, D, E в рыбьем жире), микро- и макроэлементы.
Состав рыбы определяется её породой, полом, возрастом, периодом жизненного цикла, физиологическим состоянием и той частью рыбы, которая подвергается анализу. Например, жиры концентрируются в печени и других внутренних органах, голове, под кожей, у костей, между мышцами. Отдельной характеристикой является наличие костей в межмышечном пространстве, которая может для разных рыб варьироваться от отсутствия до  количества, требующего особой кулинарной обработки.

## Классификация
По месту обитания промысловая рыба делится на пресноводную (проходную) и морскую. При этом различают три цвета рыбного мяса: белый, красный или розовый и бурый. Красной рыбой в русской кулинарии именуются осетровые с белым мясом. По вкусовым качествам мясо пресноводных и проходных рыб считается более ценным, чем морских, хотя состав последних отличается большей сбалансированностью.
По жирности рыба делится на тощую (содержание жира до 2 %), средней жирности (от 2 до 8 %), жирную (от 8 до 15 %) и особо жирную (свыше 15 %).

## Рыбная промышленность
До конца XX века основным источником рыбы был рыбный промысел, однако в последнее время набирает популярность искусственное разведение и содержание рыбы. Производство рыбы на рыбных фермах в 2013 году превзошло производство говядины.

## Культура
В связи с тем, что в западном христианстве рыбу можно есть в дни поста, возникло явление рыбной пятницы. В СССР рыбные блюда часто подавали в «рыбный день», четверг.